# Tröstau

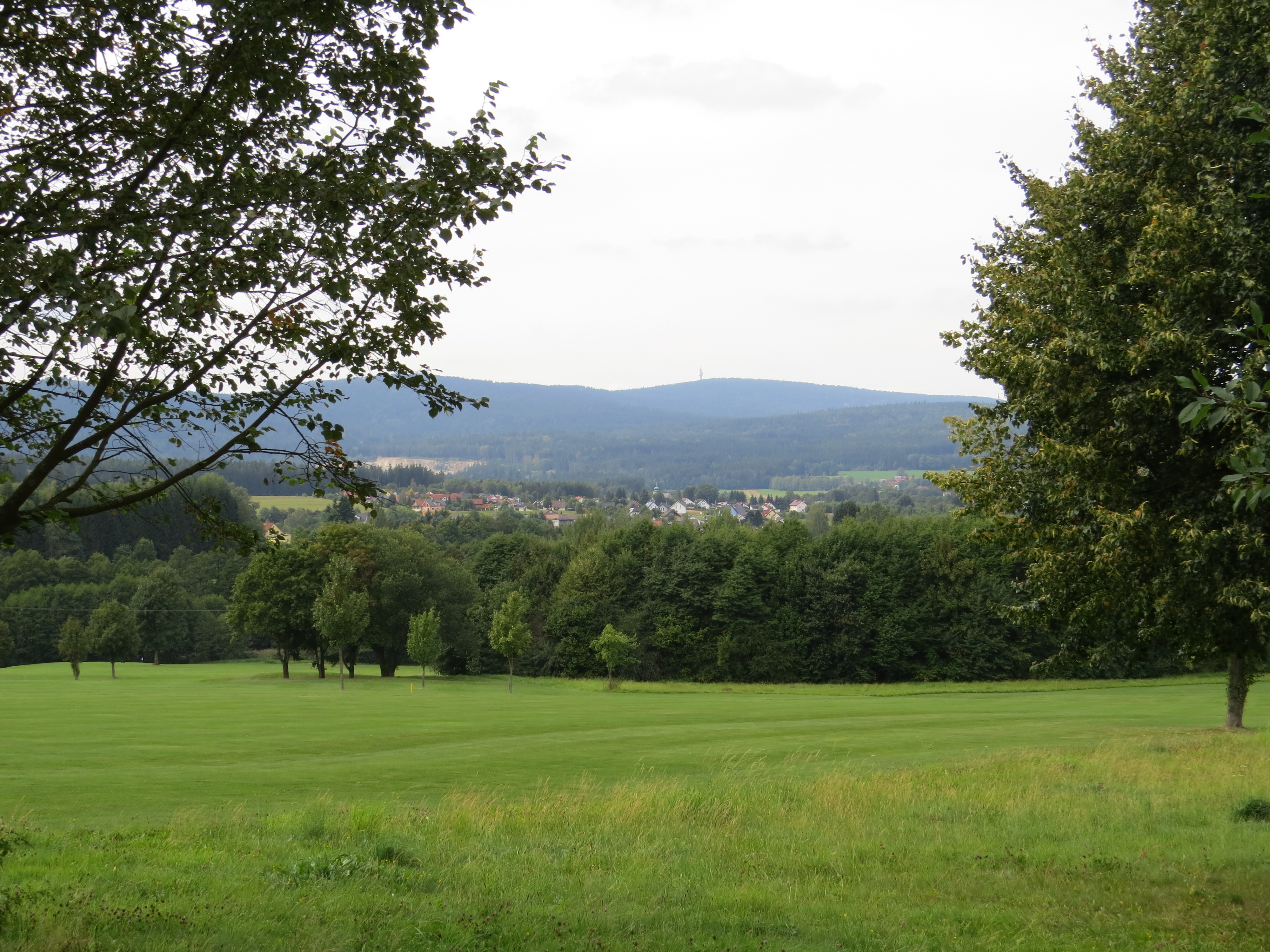
Tröstau von Osten mit dem Ochsenkopf

Tröstau ist eine Gemeinde im oberfränkischen Landkreis Wunsiedel im Fichtelgebirge. Der gleichnamige Hauptort ist staatlich anerkannter Erholungsort und Sitz der Gemeindeverwaltung sowie der Sitz der Verwaltungsgemeinschaft Tröstau, dessen Mitglied die Gemeinde ist. Der Hauptort liegt sechs Kilometer südwestlich von Wunsiedel.

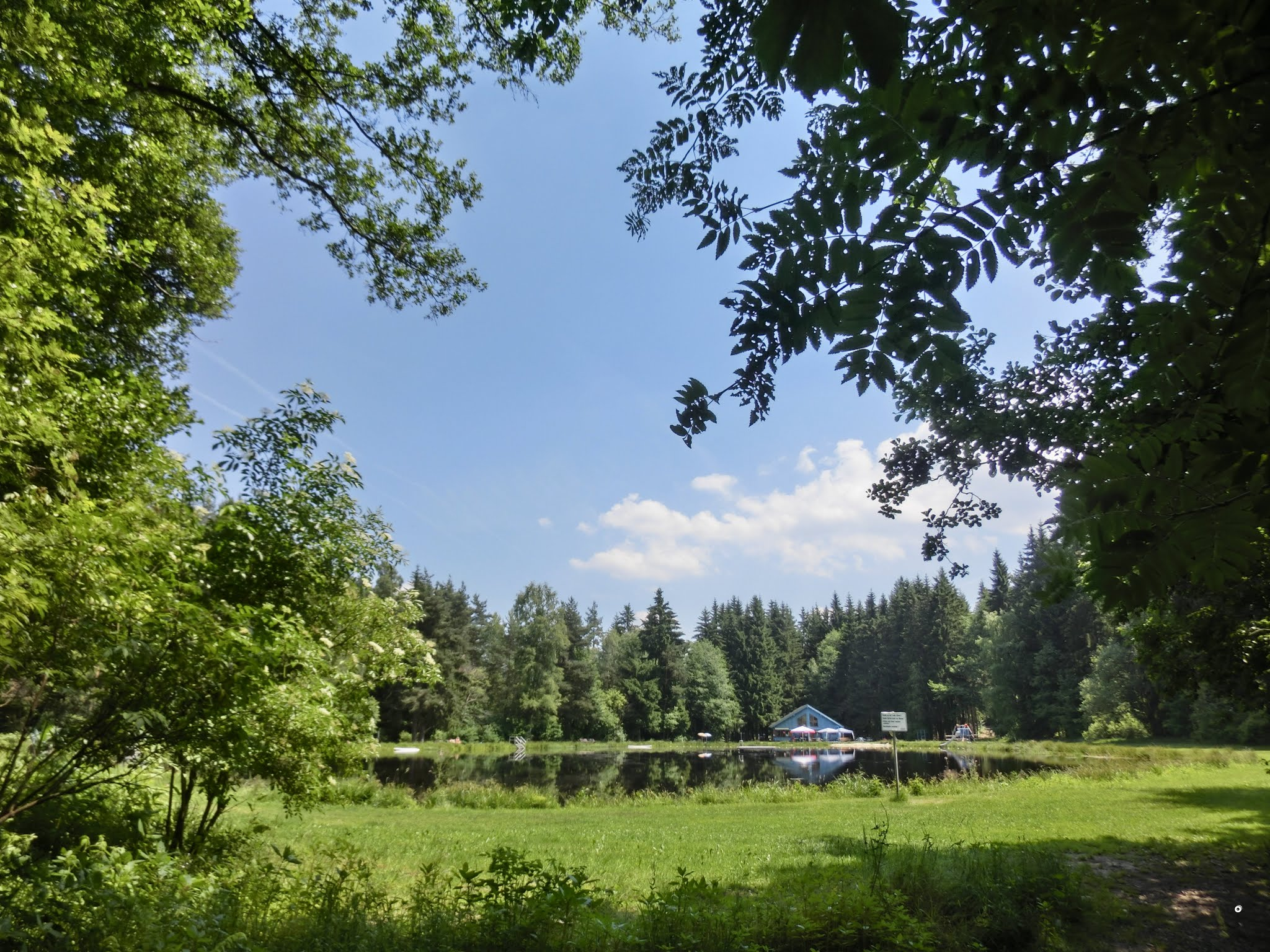
Waldbad Tröstau

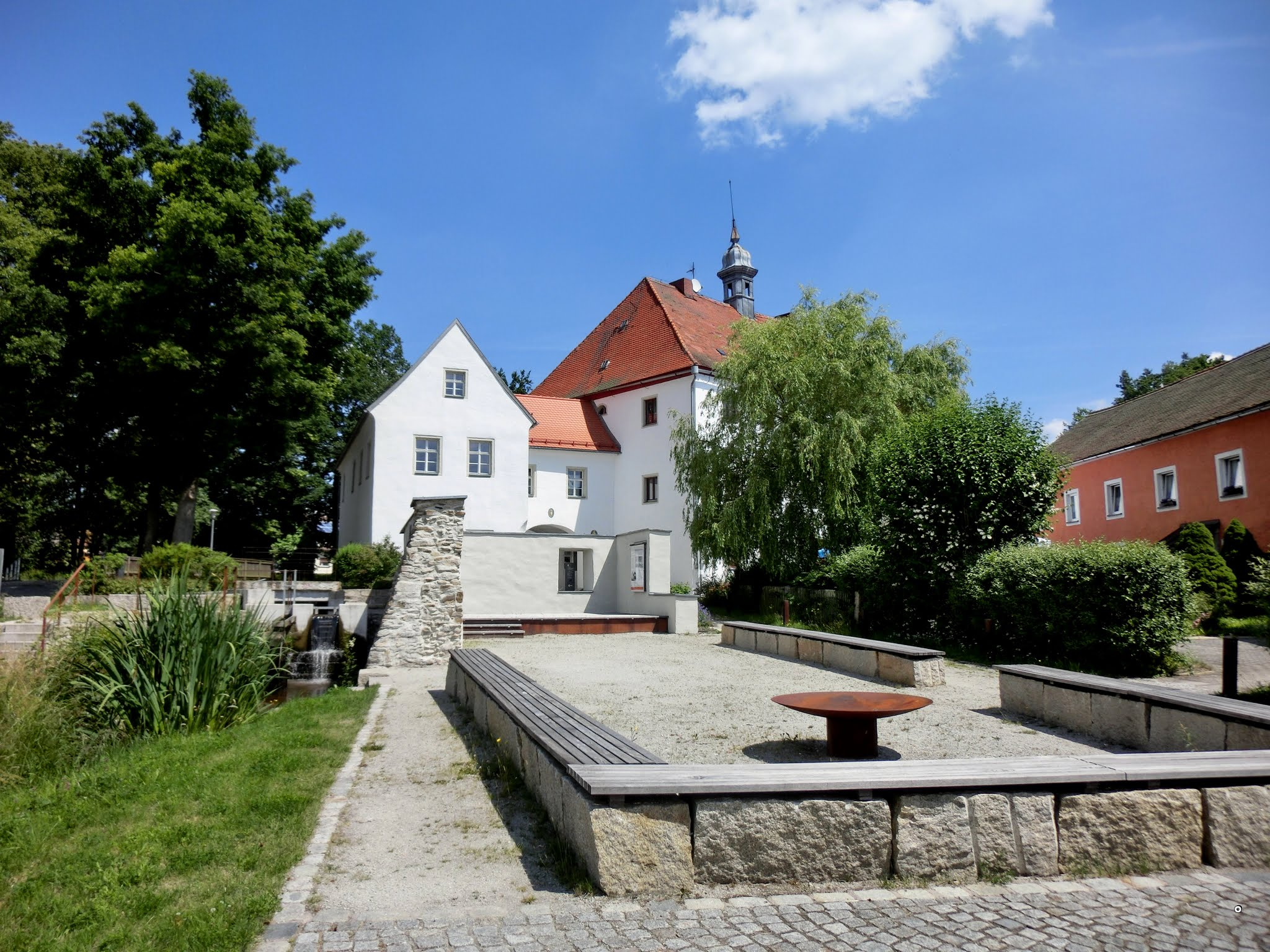
Hammerschloss Leupoldsdorf

## Gemeindegliederung
Es gibt 15 Gemeindeteile (in Klammern ist der Siedlungstyp angegeben):
- Fahrenbach (Weiler)
- Furthammer (Dorf)
- Grötschenmühle (Einöde)
- Kühlgrün (Weiler)
- Leupoldsdorf (Dorf)
- Leupoldsdorferhammer (Dorf)
- Neuenhammer (Weiler)
- Rohrmühle (Einöde)
- Seehaus (Berghütte)
- Silberhaus (Einöde)
- Tröstau (Pfarrdorf)
- Vierst (Weiler)
- Vordorf (Dorf)
- Vordorfermühle (Dorf)
- Waffenhammer (Weiler)

Die Gemeinde liegt zentral in einem Hochplateau am Südwestrand des Fichtelgebirges.

## Geschichte
„Drosen“ (Tröstau) wurde am 20. Juli 1314 zum ersten Mal urkundlich erwähnt. Traut von Hertenberg-Schönbrunn verfügte, die Burg Schönbrunn, Tröstau und weitere Besitzungen nach seinem Tode dem Kloster Waldsassen zu übereignen, was er später zum Nachteil des Klosters änderte. Die Gemeinde bewahrt in ihrem Archiv die Urkunde mit der Erstnennung des Ortes auf. Später geriet Heinrich von Hertenberg mit dem Burggrafen von Nürnberg aus dem Haus Hohenzollern in eine Auseinandersetzung. Infolge des Konfliktes war er gezwungen, 1344 die Burg Schönbrunn und das Burggut in Tröstau abzutreten. Die Hohenzollern hatten bereits die Herrschaft Bayreuth und erwarben zwischen 1285 und 1415 nahezu das gesamte Fichtelgebirge. Für das Jahr 1435 ist ein Eisenhammer zur Herstellung von Schmiedeeisen nachgewiesen, der bis 1861 in Betrieb war. In Tröstau gab es auch Bergbau auf Zinn- und Eisenerz, wobei 1437 ein Hammerherr urkundlich genannt wurde. Der Ort war Teil des 1791 preußisch gewordenen hohenzollernschen Fürstentums Bayreuth, gehörte ab 1500 zum Fränkischen Reichskreis und fiel mit dem Frieden von Tilsit 1807 an Frankreich. Tröstau wurde mit dem Fürstentum Bayreuth 1810 an das Königreich Bayern verkauft und im Zuge des Zweiten Gemeindeedikts (1818) eine Ruralgemeinde. Um 1900 gewann die Granitgewinnung an Bedeutung und beschäftigte zu dieser Zeit circa 130 Arbeiter.
Im Jahr 1954 wurde der Gemeindeteil Fahrenbach der Gemeinde Nagel nach Tröstau umgemeindet, 1978 auch die Gemeinde Vordorf. Tröstau wurde 1978 Sitz der neu geschaffenen Verwaltungsgemeinschaft Tröstau, der auch die Gemeinden Bad Alexandersbad und Nagel angehören. Die Gemeinde feierte im Jahr 2014 ihr 700-jähriges Bestehen mit zahlreichen Veranstaltungen.

### Einwohnerentwicklung
Zwischen 1988 und 2019 sank die Einwohnerzahl von 2410 auf 2228 um 182 Einwohner.

## Politik

### Gemeinderat
Die Kommunalwahl 2020 führte zu folgender Sitzverteilung im Gemeinderat:
- Freie Wählervereinigung Tröstau: 6 (vorher 4)
- CSU: 4 (vorher 4)
- SPD: 3 (vorher 6)
- Fraktionslos: 1 (vorher 0)

### Bürgermeister
- Rainer Klein (FW) gewann die Stichwahl der Wahl zum Ersten Bürgermeister.

### Wappen
| | Blasonierung: „Durch die Umrisslinie eines Doppelberges (Kösseine) erhöht geteilt von Schwarz und Silber, unten nebeneinander zwei abgekehrte, rot bewehrte schwarze Bärentatzen, die ein rotes Winkeleisen und einen roten Hammer halten.“ |
| Wappenbegründung: Die Bärentatzen erinnern an die ehemalige Landgemeinde Vordorf (seit 1978 ein Ortsteil) in der 1769 der letzte Bär Nordbayerns erlegt wurde. Außerdem erinnern die Tatzen an die Familie von Hertenberg, die im Ort begütert war. | |

## Kultur und Sehenswürdigkeiten

### Bauwerke

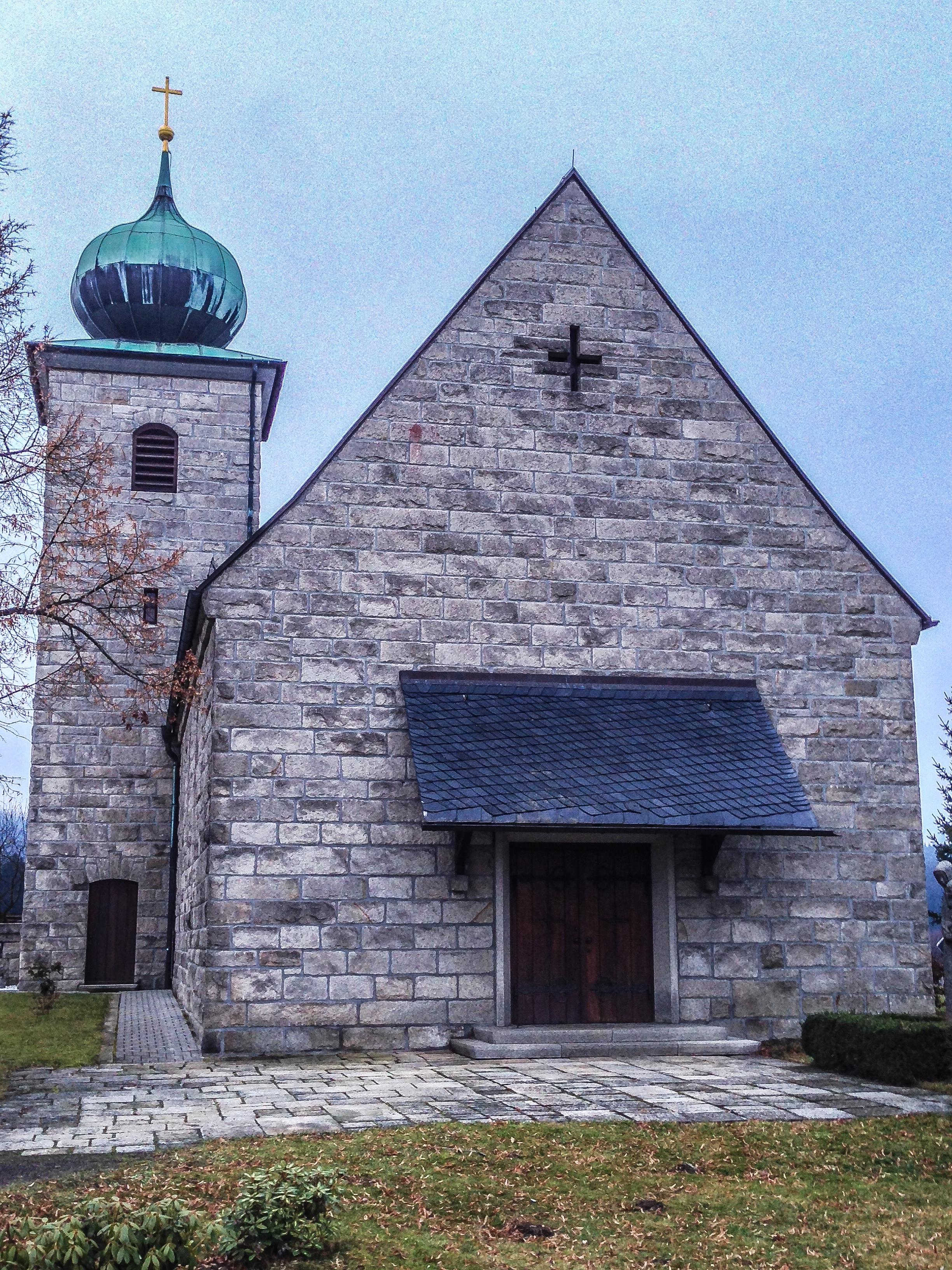
Römisch-katholische Marienkirche (Januar 2014)

Ein sehenswertes Bauwerk ist das ehemalige, circa 700 Jahre alte Hammerherrenschloss im Ortsteil Leupoldsdorf. Das zum Schloss gehörende Torbogenhaus wurde saniert, die historischen Gartenanlagen aus dem 19. Jahrhundert wurden wiederhergestellt. Die das Schloss umgebenden Teiche und Anlagen folgten als letzter Bauabschnitt und werden touristisch genutzt.

### Weitere Sehenswürdigkeiten
Sehenswürdigkeiten in der Umgebung sind die Kösseine, von der man einen guten Blick auf einen großen Teil des Fichtelgebirges hat, das Felsenlabyrinth der Luisenburg in der Nähe von Wunsiedel, der Erlebnispfad durch den Wald und das Waldbad.

## Wirtschaft und Infrastruktur

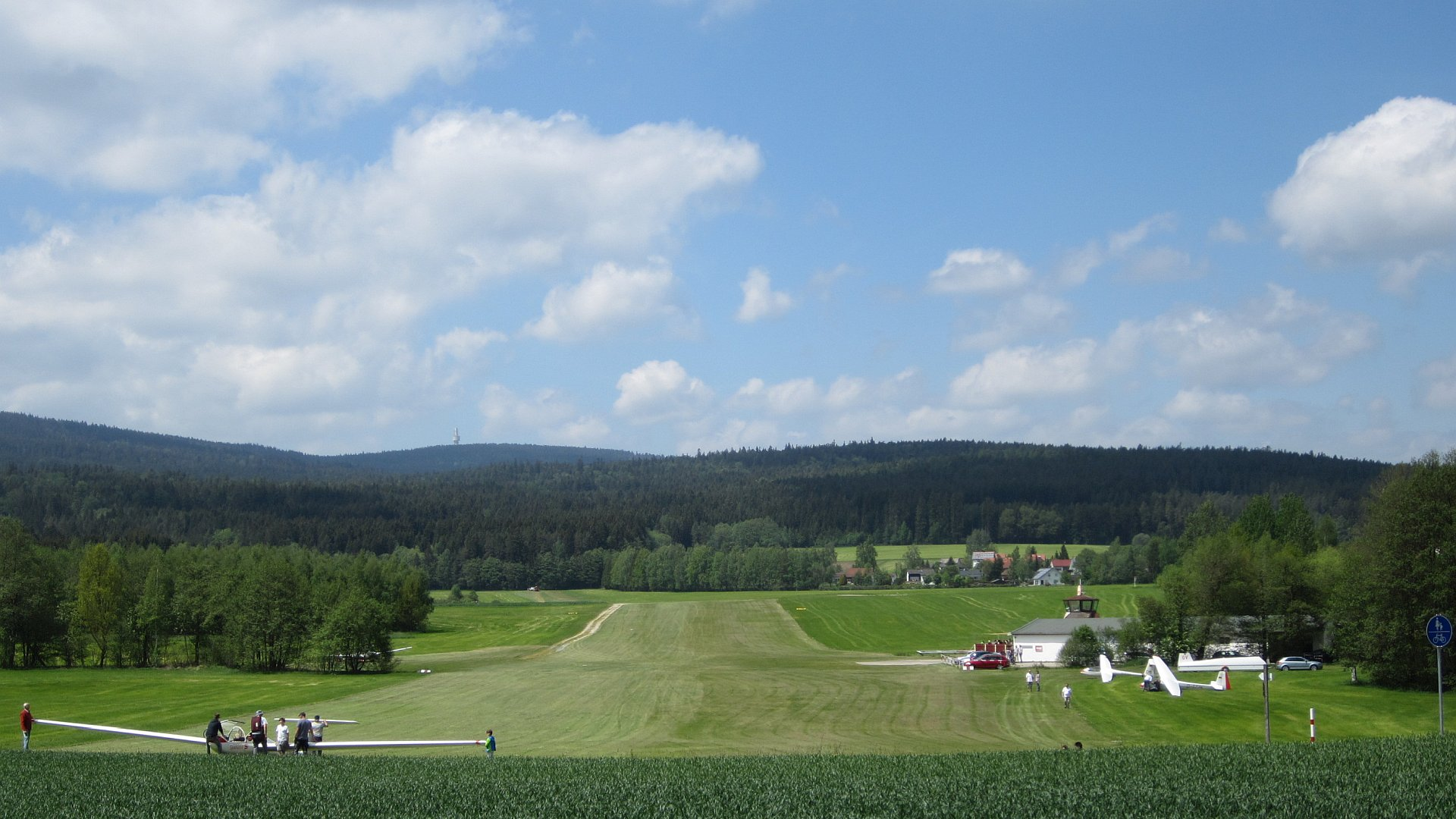
Segelfluggelände Tröstau

Tröstau ist touristisches Reiseziel und verfügt über 463 Gästebetten. Der Ort ist an die Bundesstraße 303/E 48 angebunden, einen der wichtigsten Verkehrswege in Oberfranken. Eine Staatsstraße führt nach Nagel und eine Kreisstraße nach Bad Weißenstadt. Die 1994 endgültig stillgelegte Bahnstrecke Holenbrunn–Leupoldsdorf führte durch den Ort; die Trasse wird nunmehr teilweise für den Brückenradweg Bayern-Böhmen genutzt, der im Tröstauer Ortsteil Leupoldsdorf am früheren Bahnhof beginnt und über Wunsiedel sowie Selb ins tschechische Asch führt. Als touristische Einrichtungen verfügt der Ort unter anderem über ein Waldbad, das Segelfluggelände Tröstau und einen 18-Loch-Golfplatz.

## Öffentliche Einrichtungen
Im Ort gibt es die evangelisch-lutherische Christuskirche und die römisch-katholische Marienkirche.
Als Bildungseinrichtung gibt es die Grund- und Mittelschule Kösseine-Schule Tröstau-Nagel.

## Veranstaltungen
Regelmäßige Veranstaltungen sind das alljährliche Feuerwehrfest, das „Haislfest“ des Fichtelgebirgsvereins (FGV) Tröstau, der politische Ascherdonnerstag der SPD, die Kirwa des Burschenvereins in Leupoldsdorf sowie der Feuerwehr in Vordorf, der Kirchweihmarkt, die Kunstkirwa und viele weitere Vereinsfeste. 

## Persönlichkeiten
- Adolf Keltsch (1897–1975), Jurist, Präsident des Bayerischen Obersten Landesgerichts